# プリシラ・バクストン
プリシラ・バクストン（1808年2月25日 - 1852年6月18日、英: Priscilla Buxton）はグレートブリテン及びアイルランド連合王国出身の奴隷制度廃止論者で、ロンドン女性反奴隷制協会の共同幹事であった。1823年、奴隷制の廃止を求めるべく18万7000人の女性の署名を集めた請願書がイギリス議会に提出された。その請願書の冒頭に記された名前がアメリア・オーピーとプリシラ・バクストンであった。

## 生涯
1808年2月25日、ガーニー家出のハンナと初代准男爵のサー・トーマス・フォウェル・バクストンの娘として、グレートブリテン及びアイルランド連合王国 ノーフォーク州にあるアーラム・ホールで生まれる。母方の叔母は慈善家のエリザベス・フライ、叔父は銀行家のジョセフ・ジョン・ガーニーである。
イギリス植民地での奴隷制を廃止すべく父親が起こした運動で父親の補佐役を務めた。またアフリカでの布教教育活動準備への手助けをしたりした。決して父親の使用人ではない彼女が単に問題を打開するだけではなく、問題そのものを予期し特定したことが注目された。
1832年、ロンドン女性反奴隷制協会の共同幹事となる。しかし父親が設立したにもかかわらず、彼女は男性のみの参加が許された反奴隷制協会への参加が認められなかった。議会での父親の意見を聞くことはできたものの、それはあくまで換気口経由で聞くという条件付きであった。国会で見学ができるのは有権者（その他の男性）のみであった。女性達は請願書を提起することができ、1833年の奴隷制反対に尽力した18万7000人の署名に最初に明記されたうちの1人であった。2人がかりで請願書を運び、廃止派の請願書としては史上最大のものであったが議会で嘲笑された。
バクストンは父親の協力者であったスコットランドの政治家であるアンドルー・ジョンストンと結婚した。1832年に実施されたイギリス議会総選挙に改革派として立候補したジョンストンはセント・アンドリューズ市特別区選出の国会議員となった。2人はイギリスに捉われていた大半の奴隷達が合法的に自由の身となった日である1834年8月1日に結婚することに決めた。
2人は4人の子供をもうけた。2人は国会議員のアンドリュー・ジョンストンの両親となり、次男のフォウェル・バクストン・ジョンストンの息子でデザイナーのエドワード・ジョンストンの祖父となった。
1837年の総選挙で夫と父親は議席を失った。彼女とアンドルーはファイフ地方に移転し、アンドルーがガーニー銀行に勤務していた北部地方に戻った。プリシラは1852年に没した。

## 遺産

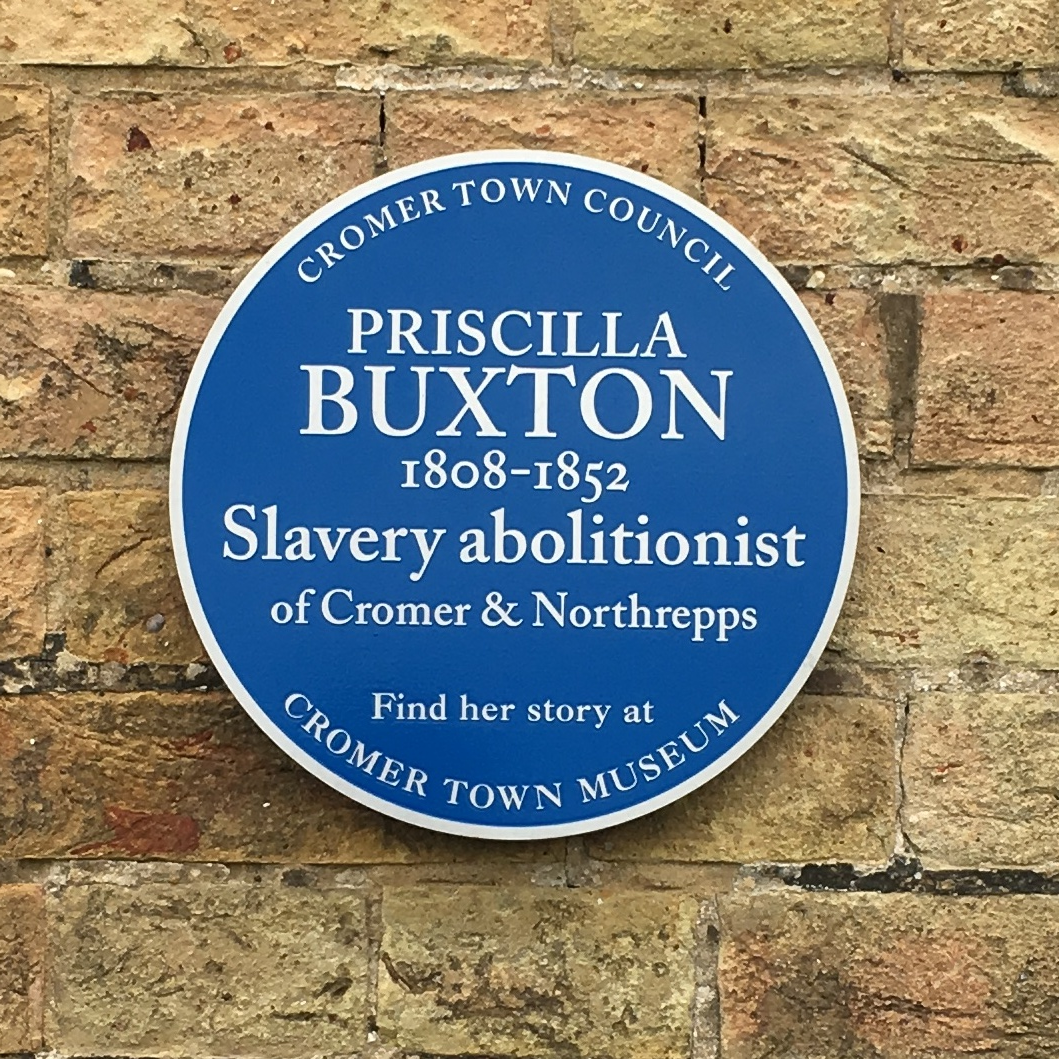
クローマーにあるバクストンの記念額

博物館の壁にはクローマー地方議会によって掲げられた博物館を宣伝する彼女の名前を象った記念額が飾られている。1862年、バクストンの日記と手紙が公表された。